# Francisco Granados
Pour les articles homonymes, voir Granados.
Francisco José Granados Lerena ([fɾãnˈθisko ɣɾaˈnaðos lɛˈɾena]), né le 23 janvier 1964 à Valdemoro (province de Madrid), est un homme politique espagnol membre du Parti populaire (PP).
Il étudie à l'université complutense de Madrid, puis travaille dans le secteur privé. Candidat à la mairie de Valdemoro tous les quatre ans à partir de 1987, il remporte la majorité relative aux élections municipales de 1995 et devient maire quatre ans plus tard, après avoir obtenu la majorité absolue.
Réélu en 2003, il devient parallèlement député à l'Assemblée de Madrid et préside, pendant l'été, la commission d'enquête parlementaire avortée sur le scandale du Tamayazo. En novembre, il est nommé conseiller aux Transports du gouvernement de la communauté de Madrid par la nouvelle présidente Esperanza Aguirre et travaille sur l'expansion du métro de Madrid.
Il est promu en novembre 2004 secrétaire général du Parti populaire de la communauté de Madrid (PPCM), dont Aguirre occupe désormais la présidence, et passe conseiller à la Présidence. Ses compétences sont élargies en 2007 puis 2008, devenant alors conseiller à la Présidence, à l'Intérieur et à la Justice.
Il est exclu en 2011 du gouvernement régional après avoir refusé les fonctions de porte-parole du groupe parlementaire. Il est ensuite élu au Sénat et renvoyé du secrétariat général du PPCM au profit de son rival, Ignacio González. Il annonce se retirer de la vie politique en février 2014 après la révélation de l'existence depuis 1999 d'un compte bancaire en Suisse à son nom. Il est interpellé huit mois plus tard et placé en détention provisoire dans le cadre de l'affaire Púnica. Libéré sous caution en 2016, il est condamné en 2017 à deux ans d'emprisonnement pour avoir détruit des preuves en 2014 grâce à des rélévations obtenues auprès de Garde civile.

## Jeunesse
Francisco José Granados Lerena naît le 23 janvier 1964 à Valdemoro. Fils d'un exploitant agricole, il est licencié en sciences économiques et commerciales de l'université complutense de Madrid (UCM). Il sera ensuite salarié de nombreuses entreprises privées, notamment la Société générale et la Société nationale d'électricité et de thermique (SNET),.

## Maire de Valdemoro
Aux élections municipales de 1987, alors qu'il a seulement 23 ans, Francisco Granados postule sans succès en tête de liste de l'Alliance populaire (AP) aux élections municipales dans sa ville natale de Valdemoro, et échoue de nouveau en 1991, comme chef de file du Parti populaire (PP). S'il remporte le scrutin de 1995 avec 10 sièges sur 21 au conseil municipal, il ne peut gouverner du fait de la coalition formée entre le Parti socialiste ouvrier espagnol (PSOE) et la Gauche unie (IU),,.
Porté en 1998 à la présidence de la section du PP de Valdemoro, il remporte les élections municipales du 13 juin 1999 avec 11 conseillers municipaux, soit l'exacte majorité absolue. Avec le nouveau maire d'Alcorcón, Joaquín Vilumbrales, et celui de Ciempozuelos, Fernando Vergara, ils parviennent à briser l'hégémonie du PSOE et d'IU dans la ceinture rouge du sud de Madrid,.

## Numéro deux d'Esperanza Aguirre

### Commission d'enquête sur leTamayazo
À l'occasion du XIIe congrès du Parti populaire de la communauté de Madrid (PPCM), en septembre 2002, le président réélu Pío García-Escudero nomme Francisco Granados au sein du comité exécutif parmi les cinq personnes qu'il désigne de manière discrétionnaire. Huit mois plus tard, la chef de file du PPCM aux élections régionales du 25 mai 2003 Esperanza Aguirre le place en 8e position sur la liste, afin de mettre en valeur son travail municipal,.
Le scrutin débouche sur une très courte victoire des partis de gauche, qui devancent le PP d'un seul siège, mais la défection de deux députés socialistes dans des conditions obscures crée un blocage institutionnel qui prend le nom de Tamayazo. Après que le PP, le PSOE et IU se sont mis d'accord le 9 juillet pour former une commission d'enquête parlementaire, il en devient le président. Les trois partis sont incapables d'arriver à des conclusions communes, conservateurs et socialistes s'accusant mutuellement d'être responsables de la trahison d'Eduardo Tamayo et María Teresa Saéz. Lors du vote du rapport le 26 août, il est rejeté par 56 voix contre, Tamayo et Saéz votant contre avec les deux autres forces de gauche.

### Conseiller aux Transports
Confirmé à la 8e place de la liste d'Esperanza Aguirre pour les élections régionales anticipées du 26 octobre suivant, le nom de Francisco Granados apparait comme un potentiel conseiller de gouvernement en cas de maintien au pouvoir du Parti populaire,. Après sa victoire, Aguirre prévoit de désigner Granados comme conseiller à l'Environnement et à l'Aménagement du territoire, mais décide au dernier moment de lui confier le département des Infrastructures et des Transports. La présidente de la communauté de Madrid souhaite effectivement nommer à ce poste une personne jouissant de sa confiance absolue.
Ses premiers mois en fonction sont marqués par de nombreux engagements en faveur du métro de Madrid. Dès le 2 décembre, Granados et García-Escudero — adjoint au maire de Madrid délégué à l'Urbanisme — s'accordent au sein de l'Entreprise municipale des transports (EMT) pour que la communauté de Madrid réalise 60 kilomètres de voies supplémentaires, dont 20 kilomètres de métro léger. Après de nouveaux engagements pris par Aguirre et son conseiller aux Transports, le total des lignes nouvelles est porté à 80 kilomètres en juin 2004, les travaux devant démarrer dans les dix mois,. Le gouvernement régional approuve en janvier 2004 le lancement d'un marché public de 900 millions d'euros pour l'achat de 790 nouveaux wagons, qui constitueront ainsi 161 nouvelles rames de métro.

### Bras droit d'Aguirre

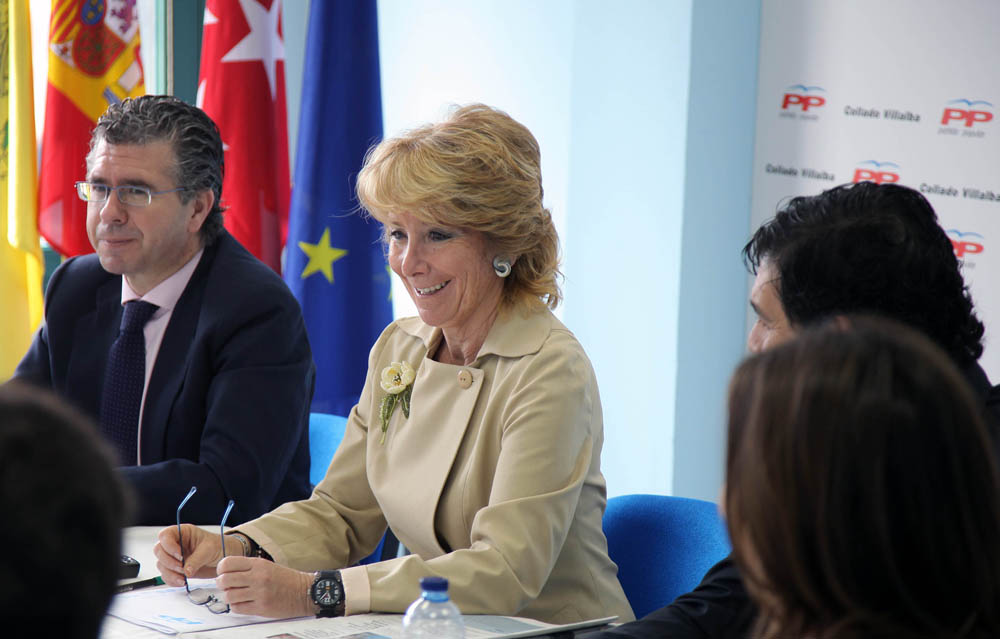
Francisco Granados est secrétaire général du PPCM sous la présidence d'Esperanza Aguirre.

Le 28 novembre 2004, Esperanza Aguirre accède à la présidence du Parti populaire de la communauté de Madrid après avoir remporté la bataille interne contre les proches du maire de la capitale, Alberto Ruiz-Gallardón. Elle choisit de nommer Francisco Granados secrétaire général, soit numéro deux de la direction régionale. Si tous deux souhaitent que Granados continue de participer au gouvernement de la communauté autonome, ce dernier indique vouloir conserver ses fonctions tandis que la présidente préfère le muter au poste de conseiller à la Présidence, moins prenant. En à peine un an, il passe de la mairie d'une commune de 35 000 habitants à « numéro deux » du PPCM. Bien qu'il ait tout tenté, y compris la menace de démission, pour rester conseiller aux Transports, il est effectivement nommé le 20 décembre suivant conseiller à la Présidence, reprenant une partie des fonctions du premier vice-président Ignacio González et du conseiller à l'Intérieur Alfredo Prada, mais ses nouvelles responsabilités ne sont pas à la hauteur de celles précédemment exercées par González, maintenu au sein de l'exécutif. Son ancien poste revient à María Dolores de Cospedal, ex-haute fonctionnaire du ministère de l'Intérieur. Selon le juge d'instruction de l'affaire Púnica en juin 2024, Aguirre a décidé de changer Granados de poste au sein du gouvernement après que plusieurs entrepreneurs et personnalités politiques se sont plaints de corruption dans l'attribution des marchés publics.
À la suite des élections régionales du 27 mai 2007, au cours desquelles il est réélu à l'Assemblée de Madrid, Granados est confirmé au sein du gouvernement autonome le 20 juin suivant. Désigné conseiller à la Présidence et à l'Intérieur, récupérant une partie des compétences du second vice-président Alfredo Prada, comme la supervision des brigades spéciales de sécurité de la communauté autonome de Madrid et des services d'urgence, il sort renforcé de la formation du nouvel exécutif madrilène. À peine un an plus tard, Aguirre procède le 25 juin 2008 à un remaniement de son cabinet, afin de lui donner une nouvelle impulsion. Prévenu à l'avance, Granados fait partie des conseillers dont la place est confortée, puisqu'il récupère les responsabilités de Prada et devient conseiller à la Présidence, à l'Intérieur et à la Justice.

### Déchéance

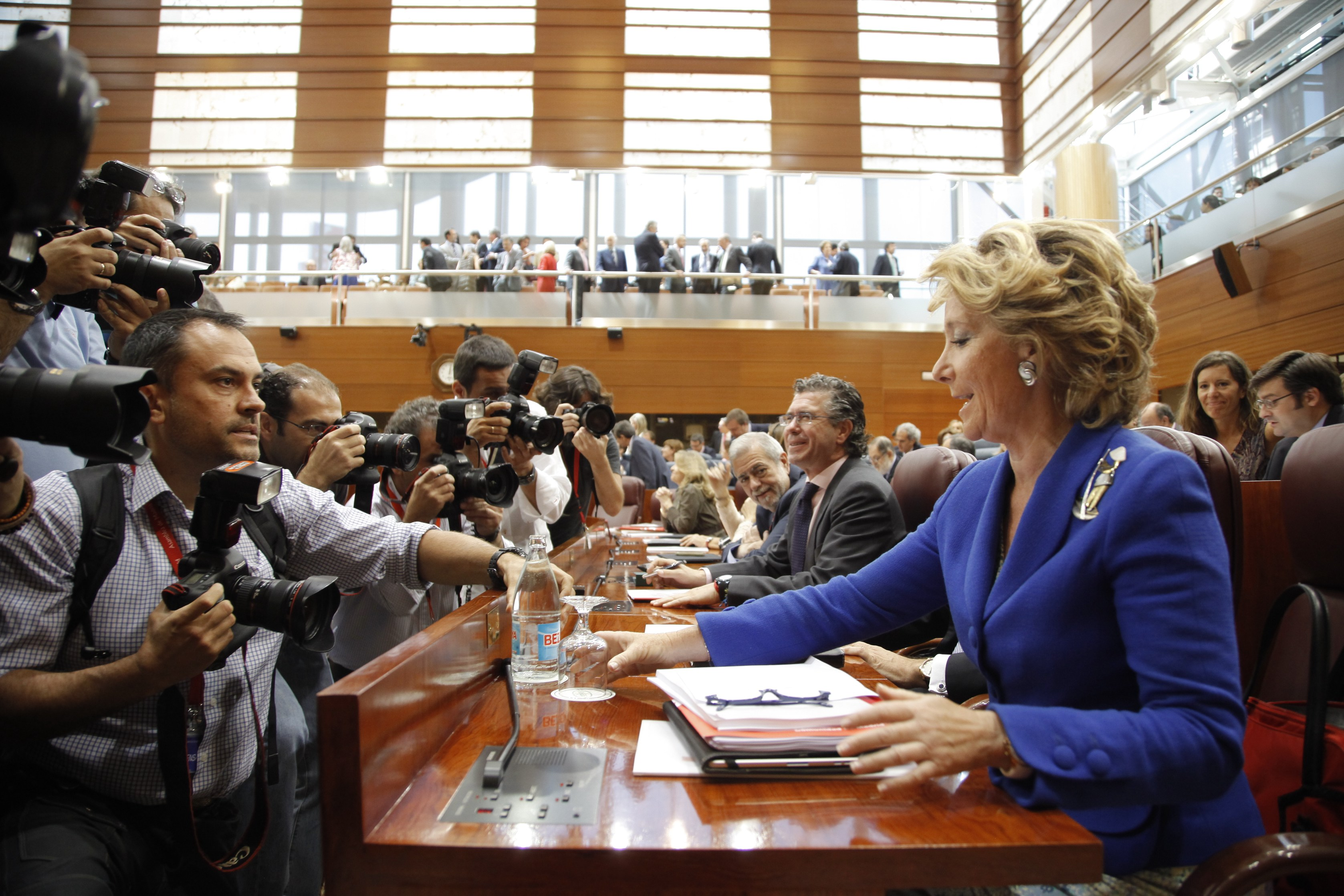
Il quitte le gouvernement régional après l'investiture d'Esperanza Aguirre pour un troisième mandat.

Aguirre propose à Francisco Granados qu'après les élections du 22 mai 2011, il devienne le nouveau porte-parole du groupe populaire à l'Assemblée de Madrid — donc de quitter le gouvernement — au cours d'une réunion en présence d'Ignacio González et d'Elvira Rodríguez. Il refuse cette proposition, le poste considéré étant d'une moindre importance que celui qu'il occupait alors. À la formation du nouvel exécutif territorial le 16 juin, il n'est pas reconduit dans ses fonctions, qui reviennent à Regina Plañiol (es). Il n'assiste pas le lendemain à l'assermentation du nouveau gouvernement de la communauté autonome.
Le 28 juin, il est élu au Sénat par l'Assemblée, ayant été investi candidat à l'un des cinq sièges revenant au Parti  populaire. Quelques mois plus tard, il est destitué par Aguirre de ses fonctions de secrétaire général du PPCM : le 23 novembre, elle annonce de manière totalement inattendue qu'elle le remplace par Ignacio González, justifiant cette décision par une « perte de confiance » envers Granados, après des années de lutte interne entre ses deux lieutenants pour contrôler la fédération madrilène du PP. Aguirre cherche ainsi à asseoir son autorité sur le PPCM dans la perspective du XVIIIe congrès national du Parti populaire qui va consacrer la réélection de Mariano Rajoy, désormais président du gouvernement et avec qui Aguirre entretient des relations conflictuelles, à la présidence de l'organisation.
Le journal El Mundo révèle le 19 février 2014 que les autorités judiciaires suisses ont informé leurs homologues espagnoles de l'existence d'un compte bancaire en Suisse détenu par Francisco Granados. Ce compte a été ouvert en 1999, peu après son accession à la mairie de Valdemoro, à son nom, et est resté actif tout au long de son passage au gouvernement régional. Il a été découvert par hasard en 2013 lors d'une analyse de routine du département fédéral de justice et police. Il reconnaît le lendemain l'existence de ce compte, affirme qu'il n'a jamais hébergé plus de 300 000 euros dessus et que cet argent était issu de sa vie professionnelle antérieure à la politique. Il démissionne le 21 février de ses mandats de député régional et sénateur, et met un terme à sa vie politique, expliquant cette décision par « le lynchage » dont il dit faire l'objet depuis la révélation de l'existence de son compte bancaire dont il défend à nouveau la légalité. L'ancienne maire de Cadalso de los Vidrios, Teresa de Jesús Luis Rico, reprend son siège à l'Assemblée de Madrid, tandis que son mandat de sénateur revient au porte-parole du groupe parlementaire, Íñigo Henríquez de Luna.

## Affaires

### Espionnage politique
Le 19 janvier 2009, le quotidien de centre gauche El País révèle que Francisco Granados a constitué, hors de toute cadre légal, une sorte de « service secret » sous l'autorité d'un ancien officier de police devenu son conseiller en matière de sécurité en juillet 2008, Marcos Peña. Avec son équipe qui se compose notamment d'ancien agents de la Garde civile, Peña établit des dossiers réservés au seul conseiller à la Présidence sur des sujets aussi divers que les affaires de corruption au sein des municipalités madrilènes de Coslada et Ciempozuelos — dirigées par les socialistes — ou la mafia qui contrôle le monde des discothèques de la capitale espagnole. Granados affirme pour sa part que Peña et son équipe se contentent de surveiller certains bâtiments appartenant à la Région. Le journal indique trois jours plus tard que les hommes de Granados ont notamment surveillé en 2008 Alfredo Prada, ancien conseiller à la Justice et seul membre du gouvernement régional soutenant le président du PP Mariano Rajoy, et Manuel Cobo, vice-maire de Madrid très critique des positions politiques d'Aguirre,.
La direction nationale du Parti populaire ayant confié une investigation interne à sa secrétaire générale María Dolores de Cospedal, Aguirre accepte que soit mise en place une commission d'enquête parlementaire sur le sujet le 2 février. Formellement créée quatre jours plus tard, la commission commence ses travaux le 4 mars, son mandat courant initialement jusqu'à la fin du mois. Le 10 mars, le PPCM utilise sa majorité absolue pour réduire la durée du mandat de l'instruction parlementaire de deux semaines. La séance plénière tenue huit jours plus tard voit les seuls députés du Parti populaire approuver le rapport, selon lequel aucune cellue d'espionnage illégale n'a jamais existé.
L'information judiciaire ouverte du chef de détournement de fonds publics contre l'ancien directeur général de Sécurité de la communauté autonome et quatre fonctionnaires du département de l'Intérieur est refermée le 15 juillet 2010 par la juge d'instruction chargée du dossier, qui affirme ne pas avoir trouvé d'indices graves et concordants confirmant les filatures, et que si cela avait été le cas, le fait de suivre une personne ne constitue pas en soi une infraction pénale. L'audience provinciale de Madrid ordonne la réouverture de l'instruction huit mois et demi plus tard, le 30 mars 2011. Six personnes sont finalement renvoyées devant l'audience provinciale par décision du juge d'instruction le 24 mars 2017, mais sont reconnues non-coupables le 21 février 2019 par un jury populaire.

### Opération Púnica
Le 27 octobre 2014, Francisco Granados est placé en garde à vue à l'occasion d'une vaste opération de perquisition menée par la Garde civile sous l'autorité du juge d'instruction Eloy Velasco. Le parquet précise que cette « affaire Púnica » concerne un réseau de corruption mis en place dans plusieurs administrations municipales et régionales, principalement en communauté de Madrid, région de Murcie, province de León et province de Valence, consistant en le versement de commissions occultes à des élus et fonctionnaires par des entreprises en l'échange de l'obtention de marchés publics, dont le montant s'élève à 250 millions d'euros. Au titre de cette affaire, dont le nom fait référence au nom scientifique du grenadier, dont le fruit est la grenade (en espagnol : granada), le magistrat place Granados en détention provisoire sans caution le 31 octobre. Sa demande de libération est rejetée six semaines plus tard, le tribunal considérant élevé le risque de fuite du mis en cause.
Après que le juge Velasco découvert au mois de mai 2015 que Granados et son principal associé David Marjaliza, qui est aussi son ami, ont caché sept millions d'euros en Suisse et quatre millions d'euros à Singapour, la Garde civile s'intéresse à un certain nombre de dépenses réalisées en liquide par l'ancien maire de Valdemoro, mais dont elle ne trouve pas trace des retraits correspondants sur son compte courant et confirme que les revenus du foyer de Granados ne sont pas suffisants pour alimenter son compte helvète. Après que la justice a admis le versement d'une caution de 400 000 euros en échange de sa liberté conditionnelle, il est libéré le 14 juin 2017 avec l'obligation de pointer tous les 15 jours auprès du tribunal.
Il passe en jugement pour la première fois le 15 novembre du chef d'« exploitation d'une révélation de secrets par agent public », dans un dossier connexe de l'affaire Púnica : il est accusé d'avoir, en septembre 2014, corrompu deux gardes civils pour qu'ils le tiennent au courant des investigations menées par l'unité centrale des opérations (UCO), chargée de mener les investigations. Ces deux agents l'auraient en retour informé de l'avancée des enquêtes, lui donnant le temps de détruire une partie des preuves. Il est condamné le 4 décembre suivant à deux ans de prison par l'Audience nationale, une année de moins que les réquisitions du ministère public. Il s'agit de la toute première condamnation dans l'affaire Púnica. Le verdict est confirmé en appel par la chambre pénale du Tribunal suprême le 14 mars 2019.
Le 12 février 2018, alors qu'il est interrogé par le magistrat instructeur, Granados met nommément en cause plusieurs personnalités dans le financement illégal de la campagne des élections de 2007 et de 2011 : Esperanza Aguirre, dont il affirme qu'elle contrôlait tout, Ignacio González, qui ordonnait les paiements en publicité institutionnelle dont une partie des fonds était déviée, et Cristina Cifuentes, présente aux réunions stratégiques de campagne. Témoignant à sa demande, il met ainsi en cause la présidente de la communauté de Madrid de l'époque. Lors de la reprise de son audition le 27 février, il confirme l'intégralité de ses propos précédents. Son interrogatoire se poursuit le 15 mars — quand il apporte au juge des factures provenant du département de la Justice datant du mandat d'Alfredo Prada et démontrant selon lui le détournement de fonds — et se conclut le 27 avril,.
Le 19 juillet 2022, le procureur remet son réquisitoire au juge d'instruction dans lequel il requiert le renvoi de Francisco Granados devant un tribunal pénal des chefs de financement illégal de campagne électorale, prévarication et corruption. À l'inverse, Aguirre et González sont mis hors de cause, comme Cifuentes l'avait été avant eux. Le magistrat instructeur s'aligne sur les réquisitions du ministère public le 14 octobre suivant, proposant effectivement le renvoi en jugement de Francisco Granados et levant les mises en examen d'Aguirre et González. Son procès s'ouvre le 3 avril 2024 devant l'Audience nationale.

## Vie privée
Il est marié avec Nieves Alarcón Castellanos, docteure et professeure en économie née en 1966. Le couple, qui réside à Valdemoro, a deux filles.